# Mariusz Popielarz
Mariusz Piotr Popielarz (ur. 3 maja 1975 w Trzemesznie) – polski polityk, urzędnik i samorządowiec, poseł na Sejm X kadencji.

## Życiorys
Z wykształcenia ekonomista, w 2000 uzyskał magisterium w Wyższej Szkole Przedsiębiorczości i Zarządzania im. Leona Koźmińskiego w Warszawie. Ukończył również studia podyplomowe z zakresu zarządzania w administracji publicznej na Uniwersytecie Warszawskim. Z zawodu urzędnik samorządowy, w 2007 został dyrektorem Delegatury Urzędu Marszałkowskiego Województwa Mazowieckiego w Ostrołęce.
W wyborach samorządowych w 1998 bezskutecznie ubiegał się o mandat radnego Ostrołęki z listy Sojuszu Lewicy Demokratycznej (jako kandydat Socjaldemokracji Rzeczypospolitej Polskiej). Po wyborach został przewodniczącym miejskich struktur SdRP. Był później przewodniczącym śródmiejskiego koła powołanej w 1999 partii SLD, z której został wykluczony w 2002. W wyborach w tym samym roku kandydował do rady miasta z komitetu Twój Dom Ostrołęka; mandat objął na początku kadencji w miejsce wybranego na prezydenta miasta Ryszarda Załuski. W 2006 bezskutecznie ubiegał się o reelekcję z ramienia Platformy Obywatelskiej (do której wstąpił). Mandat radnego Ostrołęki uzyskiwał następnie w 2010, 2018 i 2024. W międzyczasie w 2014 bez powodzenia kandydował do sejmiku. Dwukrotnie ubiegał się o prezydenturę miasta (2014, 2018), nie wchodząc do drugiej tury głosowania.
Kandydował także bezskutecznie do Sejmu w 2011, 2015 i 2019 w okręgu siedleckim. Ponownie wystartował w wyborach parlamentarnych w 2023 z listy Koalicji Obywatelskiej, otrzymując 5009 głosów. 26 czerwca 2024 złożył ślubowanie poselskie, obejmując mandat posła X kadencji zwolniony przez wybraną do Parlamentu Europejskiego Kamilę Gasiuk-Pihowicz. W Sejmie X kadencji zasiadł w Komisji do Spraw Energii, Klimatu i Aktywów Państwowych, Komisji Rolnictwa i Rozwoju Wsi oraz Komisji Infrastruktury.

## Wyniki w wyborach ogólnopolskich
| Wybory | Komitet wyborczy   | Komitet wyborczy      | Organ             | Okręg | Wynik        |
| ------ | ------------------ | --------------------- | ----------------- | ----- | ------------ |
| 2011   |                    | Platforma Obywatelska | Sejm VII kadencji | nr 18 | 5162 (1,51%) |
| 2015   | Sejm VIII kadencji | Platforma Obywatelska | 4880 (1,30%)      | nr 18 |              |
| 2019   |                    | Koalicja Obywatelska  | Sejm IX kadencji  | nr 18 | 3088 (0,68%) |
| 2023   | Sejm X kadencji    | Koalicja Obywatelska  | 5009 (0,93%)      | nr 18 |              |